# Seyrighoplites pictifrons
Seyrighoplites pictifrons là một loài tò vò trong họ Ichneumonidae.